# 아이다 (음악 그룹)
아이다는 대한민국의 전 음악 그룹이다. 1999년 정규 앨범 《Angels In Destress & Anger》로 데뷔했다.

## 음반
- Angels In Destress & Anger (1999)
- Reload (2000)